# Michail Christoforowitsch Tschailachjan
Michail Christoforowitsch Tschailachjan, russisch Михаил Христофорович Чайлахян, englische Transkription Mikhail Chailakhyan oder Čajlachjan, (* 21. März 1902 in Rostow am Don; † 30. November 1991 in Moskau) war ein sowjetischer Botaniker.

## Leben
Michail Tschailachjan, war armenischer Abstammung, besuchte das Gymnasium in Nowotscherkassk und studierte Agrarwissenschaft an der Universität von Jerewan mit dem Abschluss 1926. Er lehrte 1928/29 am Volkskommissariat für Landwirtschaft der Armenischen SSR in Etschmiadsin und war 1929 bis 1931 Assistent am Botanischen Institut des Transkaukasischen Veterinärinstituts. Ab 1931 war er Doktorand am Institut für Pflanzenphysiologie und Biochemie der Akademie der Wissenschaften in Leningrad und zog mit diesem 1934 nach Moskau. Im selben Jahr wurde er promoviert (Kandidatentitel). Ab 1935 leitete er das Labor für Pflanzenwachstum und Entwicklung am Institut für Pflanzenphysiologie. 1940 habilitierte er (russischer Doktortitel) mit einer Arbeit über Pflanzenhormone. Im Zweiten Weltkrieg war er nach Jerewan evakuiert und forschte über Rohstoffquellen für Vitamin C und war Leiter der Abteilung für Pflanzenphysiologie und Mikrobiologie des Armenischen Agrarinstitut und 1941 bis 1948 Leiter der Abteilung für Anatomie und Physiologie der Staatlichen Universität in Jerewan, an der er 1943 Professor wurde. Er war ein offener Gegner des Lyssenkoismus und wurde deshalb zweimal (1939 und 1948) als Leiter seines Moskauer Labors für Pflanzenwachstum und Entwicklung entlassen. Ab 1953 (nach Stalins Tod) war er wieder in Moskau am Institut für Pflanzenphysiologie der Akademie (Timirjasew-Institut) und leitete dort das Labor für Pflanzenwachstum und -entwicklung bis 1988.
Er ist bekannt als Urheber der Florigen-Hypothese: 1936 postulierte er im Rahmen von Experimenten zum Photoperiodismus die Existenz eines Pflanzenhormons, das für das Blühen von Pflanzen verantwortlich war. Das brachte ihm damals in der Sowjetunion erhebliche Anfeindungen ein. Er untersuchte die Rolle weiterer Pflanzenhormone wie Auxin und wandte Phytohormone erfolgreich in der Landwirtschaft an.
Er war Mitglied der Russischen Akademie der Wissenschaften (1968) und der Armenischen Akademie der Wissenschaften (zuerst 1945 korrespondierendes Mitglied und ab 1971 als volles Mitglied). 1969 wurde er Mitglied der Leopoldina.

## Schriften
- Internal Factors of Plant Flowering. In: Annual Review of Plant Physiology. Band 19, 1968, S. 1–37.
- mit V. N. Khrianin: Sexuality in plants and its hormonal regulation. Springer, 1987.
- „Über die hormonale Theorie der Pflanzenentwicklung“ (russisch). Doklady Akademir Nauka SSSR, 1936, S. 443–447.